# Park Kultury (stacja metra na linii Sokolniczeskaja)
Park Kultury (ros. Парк Культу́ры) – stacja metra w Moskwie, na linii Sokolniczeskiej otwarta 15 maja 1935 roku.
29 marca 2010 roku na stacji dokonano zamachu terrorystycznego. Zamachowcy zdetonowali ładunek w pociągu, o godzinie  8:39 (6:39 czasu polskiego). W wyniku wybuchu zginęło ok. 12-15 osób.